# Tal·lit qatan

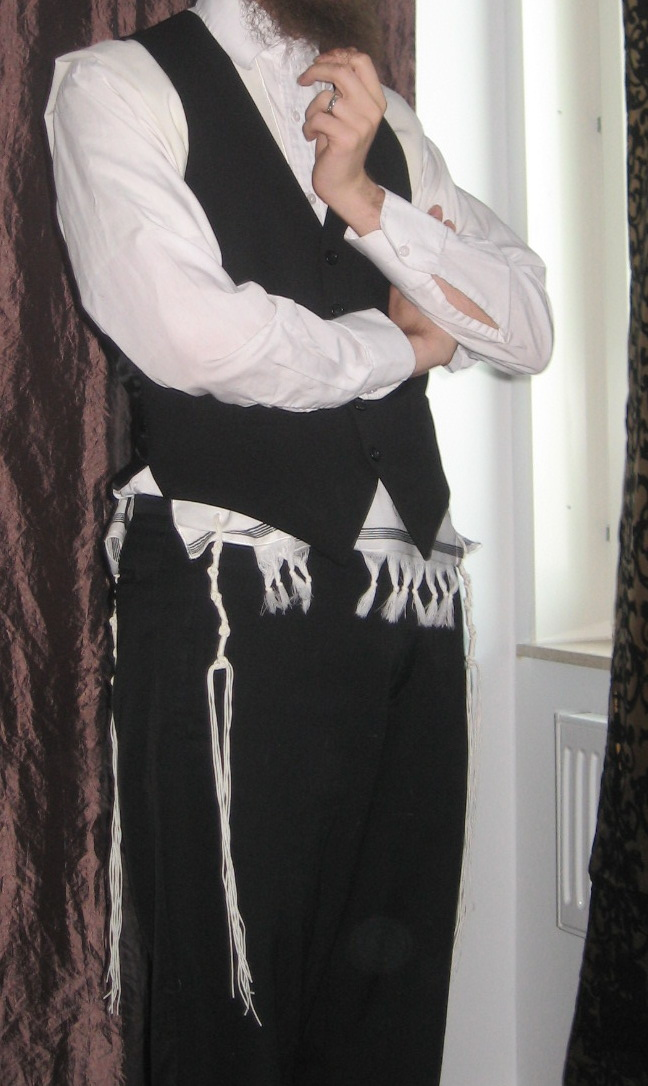
Tal·lit qatan asquenazita.

El Tal·lit qatan (en hebreu: טלית קטן) és una peça de roba religiosa jueva.
Està feta amb seda, amb llana, o bé amb lli (tot i que una mateixa peça de roba no pot contenir alhora llana i lli, combinació coneguda com shatnez) i té quatre serrells als extrems, uns serrells coneguts com tsitsit.
El tal·lit qatan (petit tal·lit) té forma d'armilla, i es pot portar sota la roba habitual de treball (o bé a sobre). També es pot dur tot el dia, i no només en ocasions especials o durant la pregària, sinó en fer les activitats quotidianes, fins i tot a la feina.
Normalment els que porten el tal·lit qatan solen ser homes jueus observants de les mitsvot (manaments), encara que els nens també el poden portar. No és habitual que les dones en portin, excepte a les congregacions reformistes i a les conservadores (però no a les ortodoxes).